# Żeglarstwo na Letnich Igrzyskach Olimpijskich 1948 – klasa 6 metrów
Zawody w żeglarskiej klasie 6 metrów podczas XIV Letnich Igrzysk Olimpijskich odbyły się w dniach 3–12 sierpnia 1948 roku na wodach Torbay.

## Informacje ogólne
Do zawodów zgłosiło się jedenaście załóg reprezentujących tyleż krajów.
Regaty składały się z siedmiu wyścigów punktowanych według skali logarytmicznej – różnica między punktami przyznawanymi za pierwszą i drugą lokatę była większa niż za miejsca drugie i trzecie itd. Do końcowej klasyfikacji przyjmowane były wyniki sześciu z nich, najsłabszy rezultat był bowiem odrzucany, a wyższą lokatę zajmował jacht o większej liczbie punktów.
W regatach triumfowali reprezentanci Stanów Zjednoczonych na jachcie Llanoria, drudzy byli zaś Argentyńczycy na Djinn, brązowy medal zdobyli doświadczeni Szwedzi na łodzi Ali-Baba II.

## Wyniki
| Pozycja | Załoga                                                                                                | Jacht       | Wyścig I | Wyścig I | Wyścig II | Wyścig II | Wyścig III | Wyścig III | Wyścig IV | Wyścig IV | Wyścig V | Wyścig V | Wyścig VI | Wyścig VI | Wyścig VII | Wyścig VII | Punkty | Punkty |
| Pozycja | Załoga                                                                                                | Jacht       | Pozycja  | Punkty   | Pozycja   | Punkty    | Pozycja    | Punkty     | Pozycja   | Punkty    | Pozycja  | Punkty   | Pozycja   | Punkty    | Pozycja    | Punkty     | Ogółem | Netto  |
| ------- | --- | ----------- | -------- | -------- | --------- | --------- | ---------- | ---------- | --------- | --------- | -------- | -------- | --------- | --------- | ---------- | ---------- | ------ | ------ |
| złoto   | Herman Whiton Alfred Loomis James Weekes James Smith Michael Mooney                                   | Llanoria    | 4        | 540      | 1         | 1142      | 1          | 1142       | 3         | 665       | 8        | 239      | 1         | 1142      | 2          | 841        | 5711   | 5472   |
| srebro  | Enrique Sieburger Emilio Homps Rufino Rodríguez de la Torre Rodolfo Rivademar Julio Sieburger         | Djinn       | 3        | 665      | 3         | 665       | 3          | 665        | 2         | 841       | 1        | 1142     | 4         | 540       | 1          | 1142       | 5660   | 5120   |
| brąz    | Tore Holm Torsten Lord Martin Hindorff Karl-Robert Ameln Gösta Salén                                  | Ali-Baba II | 5        | 443      | 2         | 841       | 2          | 841        | 1         | 1142      | 3        | 665      | DSQ       | 0         | 11         | 101        | 4033   | 4033   |
| 4       | Magnus Konow Anders Evensen Lars Musæus Hakon Solem Ragnar Hargreaves                                 | Apache      | 8        | 239      | DNS       | 0         | 9          | 188        | 5         | 443       | 2        | 841      | 2         | 841       | 3          | 665        | 3217   | 3217   |
| 5       | Howden Hume Douglas Hume Brian Hardie Henry Hardie Harry Hunter                                       | Johan       | 7        | 297      | 4         | 540       | 8          | 239        | 7         | 297       | 4        | 540      | 3         | 665       | 4          | 540        | 3118   | 2879   |
| 6       | Ludovic Franck Émile Hayoit Willy Huybrechts Hendrik Van Riel Willy Van Rompaey                       | Lalage      | 1        | 1142     | 8         | 239       | 11         | 101        | 9         | 188       | 5        | 443      | 7         | 297       | 5          | 443        | 2853   | 2752   |
| 7       | Henri Copponex André Firmenich Émile Lachapelle Charles Stern Marcel Stern Louis Noverraz             | Ylliam VII  | 2        | 841      | 6         | 364       | 7          | 297        | 4         | 540       | 9        | 188      | 6         | 364       | 10         | 142        | 2736   | 2594   |
| 8       | Giovanni Reggio Renato Cosentino Beppe Croce Luigi Poggi Enrico Poggi Gennaro De Luca Giorgio Audizio | Ciocca II   | 6        | 364      | DNS       | 0         | 5          | 443        | 6         | 364       | 7        | 297      | 5         | 443       | 9          | 188        | 2099   | 2099   |
| 9       | Ernst Westerlund Rote Hellström Ragnar Jansson Adolf Konto Rolf Turkka Valo Urho                      | Raili       | 9        | 188      | 7         | 297       | 10         | 142        | 8         | 239       | 6        | 364      | 8         | 239       | 6          | 364        | 1833   | 1691   |
| 10      | Troels La Cour Bruno Clausen Svend Iversen René La Cour Hans Sørensen                                 | Morena      | 10       | 142      | 5         | 443       | 4          | 540        | 11        | 101       | 10       | 142      | 10        | 142       | 8          | 239        | 1749   | 1648   |
| 11      | Albert Cadot Jean Castel Claude Desouches Roger Lacarrière François Laverne                           | LaBandera   | 11       | 101      | 9         | 188       | 6          | 364        | 10        | 142       | 11       | 101      | 9         | 188       | 7          | 297        | 1381   | 1280   |